# Persian Gulf Pro League 2014/15
Die Persian Gulf Pro League 2014/15 war die erste Spielzeit der höchsten iranischen Fußballliga unter diesem Namen und die insgesamt 14. Spielzeit seit der offiziellen Einführung im Jahr 2001. Die Saison begann am 31. Juli 2014 mit dem ersten Spieltag und wurde mit dem 30. Spieltag am 15. Mai 2015 beendet. Vom 11. Dezember 2014 bis zum 29. Januar 2015 wurde sie durch eine Winterpause unterbrochen. Titelverteidiger war der Foolad FC. Aufsteiger aus der Azadegan League waren der Padideh FC (Gruppe A), Naft Masjed Soleyman (Gruppe B) und Paykan Teheran (Play-off-Gewinner).
Die zwei besten Teams der Saison qualifizierten sich direkt für die AFC Champions League 2016, der drittplatzierte startete in der Qualifikation zur Champions League. Zusätzlich nahm der Hazfi-Cup-Sieger an der Champions League teil. Die zwei schlechtesten Mannschaften der Saison stiegen in die Azadegan League ab, der 14. spielte gegen den Play-off-Gewinner der Azadegan League um die Relegation.

## Teilnehmer und ihre Spielstätten
| Team                   | Stadt           | Heimstadion               | Kapazität |
| ---------------------- | --------------- | ------------------------- | --------- |
| Esteghlal Khuzestan FC | Ahvaz           | Takhti Stadion            | 30.000    |
| Esteghlal Teheran      | Teheran         | Azadi-Stadion             | 95.225    |
| Foolad FC              | Ahvaz           | Ghadir Stadion            | 50.199    |
| Gostaresh Foulad FC    | Täbris          | Gostaresh Foulad Stadion  | 12.000    |
| Malavan Anzali         | Bandar Anzali   | Takhti Stadion            | 15.559    |
| Naft Masjed Soleyman   | Masjed Soleyman | Behnam Mohammadi Stadion  | 8.000     |
| Naft Teheran           | Teheran         | Takhti-Stadion            | 8.250     |
| Padideh FC             | Maschhad        | Samen al-Aeme Stadium     | 30.000    |
| Paykan Teheran         | Teheran         | Shahr-e-Qods City Stadion | 25.000    |
| Persepolis Teheran     | Teheran         | Azadi-Stadion             | 95.225    |
| Rah Ahan               | Teheran         | Rah Ahan Stadion          | 30.122    |
| Saba Qom               | Ghom            | Yadegar-e Emam Stadion    | 10.610    |
| Saipa Teheran          | Karadsch        | Enghelab-Stadion          | 15.000    |
| Sepahan FC             | Isfahan         | Foolad-Shahr-Stadion      | 15.000    |
| Tractor Sazi Täbris    | Täbris          | Yadegar-e-Emam-Stadion    | 66.833    |
| Zob Ahan Isfahan       | Isfahan         | Foolad Shahr Stadion      | 15.000    |

## Abschlusstabelle
| Pl. | Verein                   | Sp. | S  | U  | N  | Tore    | Diff. | Punkte |
| --- | ------------------------ | --- | -- | -- | -- | ------- | ----- | ------ |
| 1.  | Sepahan FC               | 30  | 17 | 8  | 5  | 041:260 | +15   | 59     |
| 2.  | Tractor Sazi Täbris (P)  | 30  | 17 | 7  | 6  | 051:300 | +21   | 58     |
| 3.  | Naft Teheran             | 30  | 16 | 10 | 4  | 041:250 | +16   | 58     |
| 4.  | Zob Ahan Isfahan         | 30  | 14 | 10 | 6  | 044:260 | +18   | 52     |
| 5.  | Foolad FC (M)            | 30  | 15 | 7  | 8  | 031:240 | +7    | 52     |
| 6.  | Esteghlal Teheran        | 30  | 13 | 8  | 9  | 039:290 | +10   | 47     |
| 7.  | Saipa Teheran            | 30  | 11 | 8  | 11 | 033:300 | +3    | 41     |
| 8.  | Persepolis Teheran       | 30  | 9  | 9  | 12 | 029:330 | −4    | 36     |
| 9.  | Saba Qom                 | 30  | 8  | 10 | 12 | 025:310 | −6    | 34     |
| 10. | Padideh FC (N)           | 30  | 6  | 15 | 9  | 023:250 | −2    | 33     |
| 11. | Gostaresh Foulad FC      | 30  | 6  | 13 | 11 | 028:370 | −9    | 31     |
| 12. | Rah Ahan                 | 30  | 8  | 7  | 15 | 023:460 | −23   | 31     |
| 13. | Malavan Anzali           | 30  | 6  | 12 | 12 | 025:320 | −7    | 30     |
| 14. | Esteghlal Khuzestan FC   | 30  | 4  | 15 | 11 | 032:420 | −10   | 27     |
| 15. | Paykan Teheran (N, R)    | 30  | 4  | 14 | 12 | 013:250 | −12   | 26     |
| 16. | Naft Masjed Soleyman (N) | 30  | 3  | 13 | 14 | 018:350 | −17   | 22     |

| Zum Saisonende 2014/15: |                                                                               |
| Iranischer Meister und Teilnahme an der AFC Champions League 2016: Sepahan FC Teilnahme an der AFC Champions League 2016: Tractor Sazi Täbris Pokalsieger und Teilnahme an der AFC Champions League 2016: Zob Ahan Isfahan Teilnahme an den Play-offs zur AFC Champions League 2016: Naft Teheran Teilnahme an der Relegation: Esteghlal Khuzestan FC Absteiger in die Azadegan League 2015/16: Paykan Teheran & Naft Masjed Soleyman |                                                                               |
| |                                                                               |
| Zum Saisonende 2013/14: |                                                                               |
| (M) | Amtierender Meister: Foolad FC                                                |
| (P) | Amtierender Pokalsieger: Tractor Sazi Täbris                                  |
| (R) | Gewinner der Relegationsspiele: Paykan Teheran                                |
| (N) | Aufsteiger aus der Azadegan League 2013/14: Padideh FC & Naft Masjed Soleyman |

## Relegation
Der 14. der Persian Gulf Pro League 2014/15 spielte gegen den Play-off-Gewinner der Azadegan League in einer Play-off-Runde mit Hin- und Rückspiel um die Relegation. Das Hinspiel fand am 25. und das Rückspiel am 30. Mai 2015 statt. Der Sieger qualifizierte sich für die Persian Gulf Pro League 2015/16.
|                        | Gesamt |            | Hinspiel | Rückspiel |
| ---------------------- | ------ | ---------- | -------- | --------- |
| Esteghlal Khuzestan FC | 3:0    | Mes Kerman | 1:0      | 2:0       |